# Eucera kullenbergi
Eucera kullenbergi is een vliesvleugelig insect uit de familie bijen en hommels (Apidae). De wetenschappelijke naam van de soort is voor het eerst geldig gepubliceerd in 1978 door Tkalcu.